# Ragna Enking
Ragna Enking (* 25. April 1898 in Köln; † 18. Juli 1975 in Rom) war eine deutsche Klassische Archäologin und Etruskologin.

## Leben
Ragna Enking, die Tochter des Schriftstellers Ottomar Enking, studierte Kunstgeschichte und Klassische Archäologie und wurde 1921 an der Universität Jena mit der Dissertation Beiträge zur Darstellung des Engels in der altchristlichen Kunst promoviert, die ungedruckt blieb. Ab 1928 arbeitete sie als Assistentin an der Staatlichen  Skulpturensammlung Dresden, deren Direktorin sie 1945 für kurze Zeit wurde. Gegen Ende des Zweiten Weltkriegs leistete sie Entscheidendes zum Erhalt der Dresdner Kunstschätze. Am 30. Juli 1946 wurde ihr im Rahmen der Entnazifizierung fristlos gekündigt. 1946 arbeitete sie nochmals kurzfristig für die Staatlichen Kunstsammlungen Sachsen. Sie lebte seither in Rom.
Ragna Enking verfasste zahlreiche Aufsätze, Lexikonartikel und andere kleine Schriften zu kunsthistorischen und archäologischen Themen. Sie war Mitglied des Deutschen Archäologischen Instituts.

## Schriften (Auswahl)
- Der Apis-Altar Johann Melchior Dinglingers. Glückstadt 1939
- Etruskische Geistigkeit. Berlin 1947
- S. Andrea Cata Barbara e S. Antonio abbate sull’Esquilino. Rom 1964

Übersetzungen
- Ezio Tongiorgi: Die Höhle von Toirano. Bordighera 1964
- Nino Lamboglia: Das Tropaeum des Augustus in La Turbie. Bordighera 1965
- Fausto Codino: Einführung in Homer. Berlin 1970
- Mario Rotili: Das Museum von Samnium in der Abtei Santa Sofia und in der Rocca dei Rettori in Benevent. Rom 1971